# Gran Piemonte 2021
Gran Piemonte 2021 var den 105. udgave af det italienske cykelløb Gran Piemonte. Det blev kørt den 7. oktober 2021 i regionen Piemonte. Løbet var en del af UCI ProSeries 2021.

## Resultater
| \| Samlede stilling \| Samlede stilling \| Samlede stilling \| Samlede stilling \| Samlede stilling \| \| Rytter \| Rytter \| Hold \| Tid \| \| \| ---------------- \| ---------------- \| ---------------------------------- \| ---------------- \| ---------------- \| \| 1. \| Matthew Walls \| Bora-Hansgrohe \| 3t 34' 47" \| \| \| 2. \| Giacomo Nizzolo \| Qhubeka NextHash \| + 0" \| \| \| 3. \| Olav Kooij \| Jumbo-Visma \| + 0" \| \| \| 4. \| Matteo Trentin \| UAE Team Emirates \| + 0" \| \| \| 5. \| Biniam Girmay \| Intermarché-Wanty-Gobert Matériaux \| + 0" \| \| \| 6. \| Jakub Mareczko \| Vini Zabù \| + 0" \| \| \| 7. \| Riccardo Minali \| Intermarché-Wanty-Gobert Matériaux \| + 0" \| \| \| 8. \| Arvid de Kleijn \| Rally Cycling \| + 0" \| \| \| 9. \| Amaury Capiot \| Arkéa-Samsic \| + 0" \| \| \| 10. \| Stefano Oldani \| Lotto-Soudal \| + 0" \| \| |                 |                                    |            |
| |                 |                                    |            |
| Kilde: ProCyclingStats |                 |                                    |            |
| Samlede stilling |                 |                                    |            |
| Rytter | Rytter          | Hold                               | Tid        |
| 1. | Matthew Walls   | Bora-Hansgrohe                     | 3t 34' 47" |
| 2. | Giacomo Nizzolo | Qhubeka NextHash                   | + 0"       |
| 3. | Olav Kooij      | Jumbo-Visma                        | + 0"       |
| 4. | Matteo Trentin  | UAE Team Emirates                  | + 0"       |
| 5. | Biniam Girmay   | Intermarché-Wanty-Gobert Matériaux | + 0"       |
| 6. | Jakub Mareczko  | Vini Zabù                          | + 0"       |
| 7. | Riccardo Minali | Intermarché-Wanty-Gobert Matériaux | + 0"       |
| 8. | Arvid de Kleijn | Rally Cycling                      | + 0"       |
| 9. | Amaury Capiot   | Arkéa-Samsic                       | + 0"       |
| 10. | Stefano Oldani  | Lotto-Soudal                       | + 0"       |

## Hold og ryttere
| UCI WorldTeams (13)- Astana-Premier Tech - Bahrain Victorious - Bora-Hansgrohe - Cofidis - Ineos Grenadiers - Intermarché-Wanty-Gobert Matériaux - Israel Start-Up Nation - Jumbo-Visma - Lotto Soudal - Movistar Team - Qhubeka NextHash - Trek-Segafredo - UAE Team Emirates UCI ProTeams (8)- Androni Giocattoli-Sidermec - Bardiani CSF Faizanè - Eolo-Kometa - Euskaltel-Euskadi - Gazprom-RusVelo - Rally Cycling - Arkéa-Samsic - Vini Zabù |
| |

### Danske ryttere
| Danske ryttere på startlisten |                   |                       |           |
| Rygnummer                     | Rytter            | Hold                  | Placering |
| 174                           | Andreas Stokbro   | Team Qhubeka NextHash | 45        |
| 177                           | Emil Vinjebo      | Team Qhubeka NextHash | 53        |
| 183                           | Asbjørn Hellemose | Trek-Segafredo        | 76        |
| 184                           | Mattias Skjelmose | Trek-Segafredo        | 131       |

* DNF = gennemførte ikke

## Startliste
| Androni Giocattoli-Sidermec ANS | Androni Giocattoli-Sidermec ANS | Androni Giocattoli-Sidermec ANS |
| ------------------------------- | ------------------------------- | ------------------------------- |
| Nr.                             | Rytter                          | Placering                       |
| 1                               | Jhonatan Restrepo (COL)         | 37.                             |
| 2                               | Mattia Bais (ITA)               | 39.                             |
| 3                               | Leonardo Marchiori (ITA)        | 78.                             |
| 4                               | Filippo Tagliani (ITA)          | 22.                             |
| 5                               | Nicola Venchiarutti (ITA)       | 38.                             |
| 6                               | Mattia Viel (ITA)               | 48.                             |
| 7                               | Samuele Zambelli (ITA)          | 25.                             |

| Astana-Premier Tech APT | Astana-Premier Tech APT | Astana-Premier Tech APT |
| ----------------------- | ----------------------- | ----------------------- |
| Nr.                     | Rytter                  | Placering               |
| 11                      | Alex Aranburu (ESP)     | 14.                     |
| 12                      | Fabio Felline (ITA)     | 63.                     |
| 13                      | Manuele Boaro (ITA)     | 134.                    |
| 14                      | Rodrigo Contreras (COL) | 96.                     |
| 15                      | Davide Martinelli (ITA) | 75.                     |
| 17                      | Matteo Sobrero (ITA)    | 90.                     |

| Bahrain Victorious TBV | Bahrain Victorious TBV           | Bahrain Victorious TBV |
| ---------------------- | -------------------------------- | ---------------------- |
| Nr.                    | Rytter                           | Placering              |
| 21                     | Sonny Colbrelli (ITA) (landevej) | 19.                    |
| 22                     | Santiago Buitrago (COL)          | 105.                   |
| 23                     | Domen Novak (SLO)                | 133.                   |
| 24                     | Mark Padun (UKR)                 | 99.                    |
| 25                     | Hermann Pernsteiner (AUT)        | 74.                    |
| 26                     | Dylan Teuns (BEL)                | 59.                    |
| 27                     | Stephen Williams (GBR)           | 121.                   |

| Bardiani CSF Faizanè BCF | Bardiani CSF Faizanè BCF | Bardiani CSF Faizanè BCF |
| ------------------------ | ------------------------ | ------------------------ |
| Nr.                      | Rytter                   | Placering                |
| 31                       | Filippo Fiorelli (ITA)   | 47.                      |
| 32                       | Enrico Battaglin (ITA)   | 35.                      |
| 33                       | Luca Colnaghi (ITA)      | 23.                      |
| 34                       | Davide Gabburo (ITA)     | 17.                      |
| 35                       | Alessandro Tonelli (ITA) | 87.                      |
| 36                       | Enrico Zanoncello (ITA)  | 28.                      |
| 37                       | Samuele Zoccarato (ITA)  | 56.                      |

| Bora-Hansgrohe BOH | Bora-Hansgrohe BOH              | Bora-Hansgrohe BOH |
| ------------------ | ------------------------------- | ------------------ |
| Nr.                | Rytter                          | Placering          |
| 41                 | Emanuel Buchmann (GER)          | 111.               |
| 42                 | Giovanni Aleotti (ITA)          | 34.                |
| 43                 | Cesare Benedetti (POL)          | 71.                |
| 44                 | Felix Großschartner (AUT)       | 49.                |
| 45                 | Patrick Konrad (AUT) (landevej) | DNF                |
| 46                 | Matthew Walls (GBR)             | 1.                 |
| 47                 | Ben Zwiehoff (GER)              | DNF                |

| Cofidis COF | Cofidis COF           | Cofidis COF |
| ----------- | --------------------- | ----------- |
| Nr.         | Rytter                | Placering   |
| 51          | Elia Viviani (ITA)    | 112.        |
| 52          | Natnael Berhane (ERI) | DNF         |
| 53          | Simone Consonni (ITA) | 12.         |
| 54          | José Herrada (ESP)    | 89.         |
| 55          | Fabio Sabatini (ITA)  | 67.         |
| 56          | Hugo Toumire (FRA)    | 69.         |
| 57          | Attilio Viviani (ITA) | 92.         |

| Eolo-Kometa EOK | Eolo-Kometa EOK         | Eolo-Kometa EOK |
| --------------- | ----------------------- | --------------- |
| Nr.             | Rytter                  | Placering       |
| 61              | Manuel Belletti (ITA)   | 43.             |
| 62              | Vincenzo Albanese (ITA) | 109.            |
| 63              | Mattia Frapporti (ITA)  | 80.             |
| 64              | Francesco Gavazzi (ITA) | 79.             |
| 66              | Samuele Rivi (ITA)      | 130.            |
| 67              | Diego Sevilla (ESP)     | 106.            |

| Euskaltel-Euskadi EUS | Euskaltel-Euskadi EUS | Euskaltel-Euskadi EUS |
| --------------------- | --------------------- | --------------------- |
| Nr.                   | Rytter                | Placering             |
| 71                    | Joan Bou (ESP)        | 98.                   |
| 72                    | Jokin Aranburu (ESP)  | 70.                   |
| 73                    | Antonio Angulo (ESP)  | 127.                  |
| 74                    | Mikel Bizkarra (ESP)  | 85.                   |
| 75                    | Unai Iribar (ESP)     | 46.                   |
| 76                    | Mikel Iturria (ESP)   | 66.                   |
| 77                    | Txomin Juaristi (ESP) | 60.                   |

| Gazprom-RusVelo GAZ | Gazprom-RusVelo GAZ      | Gazprom-RusVelo GAZ |
| ------------------- | ------------------------ | ------------------- |
| Nr.                 | Rytter                   | Placering           |
| 81                  | Marco Canola (ITA)       | 33.                 |
| 82                  | Igor Bojev (RUS)         | 65.                 |
| 83                  | Sergej Tjernetskij (RUS) | 73.                 |
| 84                  | Damiano Cima (ITA)       | 52.                 |
| 85                  | Pavel Kotjetkov (RUS)    | 72.                 |
| 86                  | Petr Rikunov (RUS)       | 112.                |
| 87                  | Dmitrij Strakhov (RUS)   | 124.                |

| Ineos Grenadiers IGD | Ineos Grenadiers IGD       | Ineos Grenadiers IGD |
| -------------------- | -------------------------- | -------------------- |
| Nr.                  | Rytter                     | Placering            |
| 91                   | Filippo Ganna (ITA)        | 116.                 |
| 92                   | Ethan Hayter (GBR)         | 11.                  |
| 93                   | Sebastián Henao (COL)      | 93.                  |
| 94                   | Luke Plapp (AUS)           | 120.                 |
| 95                   | Richie Porte (AUS)         | 123.                 |
| 96                   | Ben Swift (GBR) (landevej) | 21.                  |
| 97                   | Cameron Wurf (AUS)         | 125.                 |

| Intermarché-Wanty-Gobert Matériaux IWG | Intermarché-Wanty-Gobert Matériaux IWG | Intermarché-Wanty-Gobert Matériaux IWG |
| -------------------------------------- | -------------------------------------- | -------------------------------------- |
| Nr.                                    | Rytter                                 | Placering                              |
| 101                                    | Jan Bakelants (BEL)                    | 36.                                    |
| 102                                    | Jeremy Bellicaud (FRA)                 | 68.                                    |
| 103                                    | Stijn Daemen (NED)                     | 54.                                    |
| 104                                    | Théo Delacroix (FRA)                   | 128.                                   |
| 105                                    | Biniam Girmay (ERI)                    | 5.                                     |
| 106                                    | Riccardo Minali (ITA)                  | 7.                                     |
| 107                                    | Georg Zimmermann (GER)                 | DNS                                    |

| Israel Start-Up Nation ISN | Israel Start-Up Nation ISN | Israel Start-Up Nation ISN |
| -------------------------- | -------------------------- | -------------------------- |
| Nr.                        | Rytter                     | Placering                  |
| 111                        | Omer Goldstein (ISR)       | 24.                        |
| 112                        | Daryl Impey (RSA)          | 88.                        |
| 113                        | Edo Goldstein (ISR)        | 31.                        |
| 115                        | Alastair MacKellar (AUS)   | 119.                       |
| 116                        | James Piccoli (CAN)        | 91.                        |
| 117                        | Guy Sagiv (ISR)            | 114.                       |

| Jumbo-Visma TJV | Jumbo-Visma TJV              | Jumbo-Visma TJV |
| --------------- | ---------------------------- | --------------- |
| Nr.             | Rytter                       | Placering       |
| 121             | Edoardo Affini (ITA)         | 27.             |
| 122             | Koen Bouwman (NED)           | 41.             |
| 123             | Tobias Foss (NOR) (landevej) | 102.            |
| 124             | Michel Heßmann (GER)         | 126.            |
| 125             | Olav Kooij (NED)             | 3.              |
| 126             | Sepp Kuss (USA)              | 100.            |
| 127             | Gijs Leemreize (NED)         | 101.            |

| Lotto-Soudal LTS | Lotto-Soudal LTS        | Lotto-Soudal LTS |
| ---------------- | ----------------------- | ---------------- |
| Nr.              | Rytter                  | Placering        |
| 131              | Filippo Conca (ITA)     | 40.              |
| 132              | Steff Cras (BEL)        | 77.              |
| 133              | Matthew Holmes (GBR)    | 97.              |
| 134              | Tomasz Marczyński (POL) | 58.              |
| 135              | Sylvain Moniquet (BEL)  | 135.             |
| 136              | Stefano Oldani (ITA)    | 10.              |
| 137              | Maxim Van Gils (BEL)    | 30.              |

| Movistar Team MOV | Movistar Team MOV        | Movistar Team MOV |
| ----------------- | ------------------------ | ----------------- |
| Nr.               | Rytter                   | Placering         |
| 141               | Héctor Carretero (ESP)   | 84.               |
| 142               | Dario Cataldo (ITA)      | DNF               |
| 143               | Nelson Oliveira (POR)    | 110.              |
| 144               | Einer Rubio (COL)        | 83.               |
| 145               | Gonzalo Serrano (ESP)    | 18.               |
| 146               | Marc Soler (ESP)         | 132.              |
| 147               | José Joaquín Rojas (ESP) | 16.               |

| Rally Cycling RLY | Rally Cycling RLY       | Rally Cycling RLY |
| ----------------- | ----------------------- | ----------------- |
| Nr.               | Rytter                  | Placering         |
| 151               | Nathan Brown (USA)      | 118.              |
| 152               | Arvid de Kleijn (NED)   | 8.                |
| 153               | Colin Joyce (USA)       | 20.               |
| 154               | Ben King (USA)          | 122.              |
| 155               | Emerson Oronte (USA)    | 104.              |
| 156               | Keegan Swirbul (USA)    | 86.               |
| 157               | Nickolas Zukowsky (CAN) | 50.               |

| Arkéa-Samsic ARK | Arkéa-Samsic ARK      | Arkéa-Samsic ARK |
| ---------------- | --------------------- | ---------------- |
| Nr.              | Rytter                | Placering        |
| 161              | Winner Anacona (COL)  | 82.              |
| 163              | Amaury Capiot (BEL)   | 9.               |
| 164              | Donavan Grondin (FRA) | 32.              |
| 165              | Kévin Ledanois (FRA)  | 115.             |
| 166              | Łukasz Owsian (POL)   | 64.              |
| 167              | Dayer Quintana (COL)  | 81.              |

| Qhubeka NextHash TQA | Qhubeka NextHash TQA     | Qhubeka NextHash TQA |
| -------------------- | ------------------------ | -------------------- |
| Nr.                  | Rytter                   | Placering            |
| 171                  | Giacomo Nizzolo (ITA)    | 2.                   |
| 172                  | Victor Campenaerts (BEL) | 51.                  |
| 173                  | Luca Coati (ITA)         | 95.                  |
| 174                  | Andreas Stokbro (DEN)    | 45.                  |
| 175                  | Matteo Pelucchi (ITA)    | 136.                 |
| 176                  | Antonio Puppio (ITA)     | 29.                  |
| 177                  | Emil Vinjebo (DEN)       | 53.                  |

| Trek-Segafredo TFS | Trek-Segafredo TFS            | Trek-Segafredo TFS |
| ------------------ | ----------------------------- | ------------------ |
| Nr.                | Rytter                        | Placering          |
| 181                | Matteo Moschetti (ITA)        | 13.                |
| 182                | Filippo Baroncini (ITA)       | 26.                |
| 183                | Asbjørn Hellemose (DEN)       | 76.                |
| 184                | Mattias Skjelmose (DEN)       | 131.               |
| 185                | Jacopo Mosca (ITA)            | 62.                |
| 186                | Toms Skujiņš (LAT) (landevej) | 108.               |
| 187                | Antonio Tiberi (ITA)          | 44.                |

| UAE Team Emirates UAD | UAE Team Emirates UAD       | UAE Team Emirates UAD |
| --------------------- | --------------------------- | --------------------- |
| Nr.                   | Rytter                      | Placering             |
| 191                   | Matteo Trentin (ITA)        | 4.                    |
| 192                   | Valerio Conti (ITA)         | 57.                   |
| 193                   | Alessandro Covi (ITA)       | 94.                   |
| 194                   | Rafał Majka (POL)           | DNF                   |
| 195                   | Jan Polanc (SLO)            | 61.                   |
| 196                   | Aljaksandr Rabusjenka (BLR) | 55.                   |
| 197                   | Maximiliano Richeze (ARG)   | 15.                   |

| Vini Zabù THR | Vini Zabù THR              | Vini Zabù THR |
| ------------- | -------------------------- | ------------- |
| Nr.           | Rytter                     | Placering     |
| 201           | Jakub Mareczko (ITA)       | 6.            |
| 202           | Gregorio Ferri (ITA)       | 113.          |
| 203           | Marco Frapporti (ITA)      | 107.          |
| 204           | Giulio Masotto (ITA)       | DNF           |
| 205           | Davide Orrico (ITA)        | 129.          |
| 206           | Riccardo Stacchiotti (ITA) | 103.          |
| 207           | Ricardo Tosin (ITA)        | 42.           |

| Androni Giocattoli-Sidermec ANS | Androni Giocattoli-Sidermec ANS | Androni Giocattoli-Sidermec ANS |
| ------------------------------- | ------------------------------- | ------------------------------- |
| Nr.                             | Rytter                          | Placering                       |
| 1                               | Jhonatan Restrepo (COL)         | 37.                             |
| 2                               | Mattia Bais (ITA)               | 39.                             |
| 3                               | Leonardo Marchiori (ITA)        | 78.                             |
| 4                               | Filippo Tagliani (ITA)          | 22.                             |
| 5                               | Nicola Venchiarutti (ITA)       | 38.                             |
| 6                               | Mattia Viel (ITA)               | 48.                             |
| 7                               | Samuele Zambelli (ITA)          | 25.                             |

| Astana-Premier Tech APT | Astana-Premier Tech APT | Astana-Premier Tech APT |
| ----------------------- | ----------------------- | ----------------------- |
| Nr.                     | Rytter                  | Placering               |
| 11                      | Alex Aranburu (ESP)     | 14.                     |
| 12                      | Fabio Felline (ITA)     | 63.                     |
| 13                      | Manuele Boaro (ITA)     | 134.                    |
| 14                      | Rodrigo Contreras (COL) | 96.                     |
| 15                      | Davide Martinelli (ITA) | 75.                     |
| 17                      | Matteo Sobrero (ITA)    | 90.                     |

| Bahrain Victorious TBV | Bahrain Victorious TBV           | Bahrain Victorious TBV |
| ---------------------- | -------------------------------- | ---------------------- |
| Nr.                    | Rytter                           | Placering              |
| 21                     | Sonny Colbrelli (ITA) (landevej) | 19.                    |
| 22                     | Santiago Buitrago (COL)          | 105.                   |
| 23                     | Domen Novak (SLO)                | 133.                   |
| 24                     | Mark Padun (UKR)                 | 99.                    |
| 25                     | Hermann Pernsteiner (AUT)        | 74.                    |
| 26                     | Dylan Teuns (BEL)                | 59.                    |
| 27                     | Stephen Williams (GBR)           | 121.                   |

| Bardiani CSF Faizanè BCF | Bardiani CSF Faizanè BCF | Bardiani CSF Faizanè BCF |
| ------------------------ | ------------------------ | ------------------------ |
| Nr.                      | Rytter                   | Placering                |
| 31                       | Filippo Fiorelli (ITA)   | 47.                      |
| 32                       | Enrico Battaglin (ITA)   | 35.                      |
| 33                       | Luca Colnaghi (ITA)      | 23.                      |
| 34                       | Davide Gabburo (ITA)     | 17.                      |
| 35                       | Alessandro Tonelli (ITA) | 87.                      |
| 36                       | Enrico Zanoncello (ITA)  | 28.                      |
| 37                       | Samuele Zoccarato (ITA)  | 56.                      |

| Bora-Hansgrohe BOH | Bora-Hansgrohe BOH              | Bora-Hansgrohe BOH |
| ------------------ | ------------------------------- | ------------------ |
| Nr.                | Rytter                          | Placering          |
| 41                 | Emanuel Buchmann (GER)          | 111.               |
| 42                 | Giovanni Aleotti (ITA)          | 34.                |
| 43                 | Cesare Benedetti (POL)          | 71.                |
| 44                 | Felix Großschartner (AUT)       | 49.                |
| 45                 | Patrick Konrad (AUT) (landevej) | DNF                |
| 46                 | Matthew Walls (GBR)             | 1.                 |
| 47                 | Ben Zwiehoff (GER)              | DNF                |

| Cofidis COF | Cofidis COF           | Cofidis COF |
| ----------- | --------------------- | ----------- |
| Nr.         | Rytter                | Placering   |
| 51          | Elia Viviani (ITA)    | 112.        |
| 52          | Natnael Berhane (ERI) | DNF         |
| 53          | Simone Consonni (ITA) | 12.         |
| 54          | José Herrada (ESP)    | 89.         |
| 55          | Fabio Sabatini (ITA)  | 67.         |
| 56          | Hugo Toumire (FRA)    | 69.         |
| 57          | Attilio Viviani (ITA) | 92.         |

| Eolo-Kometa EOK | Eolo-Kometa EOK         | Eolo-Kometa EOK |
| --------------- | ----------------------- | --------------- |
| Nr.             | Rytter                  | Placering       |
| 61              | Manuel Belletti (ITA)   | 43.             |
| 62              | Vincenzo Albanese (ITA) | 109.            |
| 63              | Mattia Frapporti (ITA)  | 80.             |
| 64              | Francesco Gavazzi (ITA) | 79.             |
| 66              | Samuele Rivi (ITA)      | 130.            |
| 67              | Diego Sevilla (ESP)     | 106.            |

| Euskaltel-Euskadi EUS | Euskaltel-Euskadi EUS | Euskaltel-Euskadi EUS |
| --------------------- | --------------------- | --------------------- |
| Nr.                   | Rytter                | Placering             |
| 71                    | Joan Bou (ESP)        | 98.                   |
| 72                    | Jokin Aranburu (ESP)  | 70.                   |
| 73                    | Antonio Angulo (ESP)  | 127.                  |
| 74                    | Mikel Bizkarra (ESP)  | 85.                   |
| 75                    | Unai Iribar (ESP)     | 46.                   |
| 76                    | Mikel Iturria (ESP)   | 66.                   |
| 77                    | Txomin Juaristi (ESP) | 60.                   |

| Gazprom-RusVelo GAZ | Gazprom-RusVelo GAZ      | Gazprom-RusVelo GAZ |
| ------------------- | ------------------------ | ------------------- |
| Nr.                 | Rytter                   | Placering           |
| 81                  | Marco Canola (ITA)       | 33.                 |
| 82                  | Igor Bojev (RUS)         | 65.                 |
| 83                  | Sergej Tjernetskij (RUS) | 73.                 |
| 84                  | Damiano Cima (ITA)       | 52.                 |
| 85                  | Pavel Kotjetkov (RUS)    | 72.                 |
| 86                  | Petr Rikunov (RUS)       | 112.                |
| 87                  | Dmitrij Strakhov (RUS)   | 124.                |

| Ineos Grenadiers IGD | Ineos Grenadiers IGD       | Ineos Grenadiers IGD |
| -------------------- | -------------------------- | -------------------- |
| Nr.                  | Rytter                     | Placering            |
| 91                   | Filippo Ganna (ITA)        | 116.                 |
| 92                   | Ethan Hayter (GBR)         | 11.                  |
| 93                   | Sebastián Henao (COL)      | 93.                  |
| 94                   | Luke Plapp (AUS)           | 120.                 |
| 95                   | Richie Porte (AUS)         | 123.                 |
| 96                   | Ben Swift (GBR) (landevej) | 21.                  |
| 97                   | Cameron Wurf (AUS)         | 125.                 |

| Intermarché-Wanty-Gobert Matériaux IWG | Intermarché-Wanty-Gobert Matériaux IWG | Intermarché-Wanty-Gobert Matériaux IWG |
| -------------------------------------- | -------------------------------------- | -------------------------------------- |
| Nr.                                    | Rytter                                 | Placering                              |
| 101                                    | Jan Bakelants (BEL)                    | 36.                                    |
| 102                                    | Jeremy Bellicaud (FRA)                 | 68.                                    |
| 103                                    | Stijn Daemen (NED)                     | 54.                                    |
| 104                                    | Théo Delacroix (FRA)                   | 128.                                   |
| 105                                    | Biniam Girmay (ERI)                    | 5.                                     |
| 106                                    | Riccardo Minali (ITA)                  | 7.                                     |
| 107                                    | Georg Zimmermann (GER)                 | DNS                                    |

| Israel Start-Up Nation ISN | Israel Start-Up Nation ISN | Israel Start-Up Nation ISN |
| -------------------------- | -------------------------- | -------------------------- |
| Nr.                        | Rytter                     | Placering                  |
| 111                        | Omer Goldstein (ISR)       | 24.                        |
| 112                        | Daryl Impey (RSA)          | 88.                        |
| 113                        | Edo Goldstein (ISR)        | 31.                        |
| 115                        | Alastair MacKellar (AUS)   | 119.                       |
| 116                        | James Piccoli (CAN)        | 91.                        |
| 117                        | Guy Sagiv (ISR)            | 114.                       |

| Jumbo-Visma TJV | Jumbo-Visma TJV              | Jumbo-Visma TJV |
| --------------- | ---------------------------- | --------------- |
| Nr.             | Rytter                       | Placering       |
| 121             | Edoardo Affini (ITA)         | 27.             |
| 122             | Koen Bouwman (NED)           | 41.             |
| 123             | Tobias Foss (NOR) (landevej) | 102.            |
| 124             | Michel Heßmann (GER)         | 126.            |
| 125             | Olav Kooij (NED)             | 3.              |
| 126             | Sepp Kuss (USA)              | 100.            |
| 127             | Gijs Leemreize (NED)         | 101.            |

| Lotto-Soudal LTS | Lotto-Soudal LTS        | Lotto-Soudal LTS |
| ---------------- | ----------------------- | ---------------- |
| Nr.              | Rytter                  | Placering        |
| 131              | Filippo Conca (ITA)     | 40.              |
| 132              | Steff Cras (BEL)        | 77.              |
| 133              | Matthew Holmes (GBR)    | 97.              |
| 134              | Tomasz Marczyński (POL) | 58.              |
| 135              | Sylvain Moniquet (BEL)  | 135.             |
| 136              | Stefano Oldani (ITA)    | 10.              |
| 137              | Maxim Van Gils (BEL)    | 30.              |

| Movistar Team MOV | Movistar Team MOV        | Movistar Team MOV |
| ----------------- | ------------------------ | ----------------- |
| Nr.               | Rytter                   | Placering         |
| 141               | Héctor Carretero (ESP)   | 84.               |
| 142               | Dario Cataldo (ITA)      | DNF               |
| 143               | Nelson Oliveira (POR)    | 110.              |
| 144               | Einer Rubio (COL)        | 83.               |
| 145               | Gonzalo Serrano (ESP)    | 18.               |
| 146               | Marc Soler (ESP)         | 132.              |
| 147               | José Joaquín Rojas (ESP) | 16.               |

| Rally Cycling RLY | Rally Cycling RLY       | Rally Cycling RLY |
| ----------------- | ----------------------- | ----------------- |
| Nr.               | Rytter                  | Placering         |
| 151               | Nathan Brown (USA)      | 118.              |
| 152               | Arvid de Kleijn (NED)   | 8.                |
| 153               | Colin Joyce (USA)       | 20.               |
| 154               | Ben King (USA)          | 122.              |
| 155               | Emerson Oronte (USA)    | 104.              |
| 156               | Keegan Swirbul (USA)    | 86.               |
| 157               | Nickolas Zukowsky (CAN) | 50.               |

| Arkéa-Samsic ARK | Arkéa-Samsic ARK      | Arkéa-Samsic ARK |
| ---------------- | --------------------- | ---------------- |
| Nr.              | Rytter                | Placering        |
| 161              | Winner Anacona (COL)  | 82.              |
| 163              | Amaury Capiot (BEL)   | 9.               |
| 164              | Donavan Grondin (FRA) | 32.              |
| 165              | Kévin Ledanois (FRA)  | 115.             |
| 166              | Łukasz Owsian (POL)   | 64.              |
| 167              | Dayer Quintana (COL)  | 81.              |

| Qhubeka NextHash TQA | Qhubeka NextHash TQA     | Qhubeka NextHash TQA |
| -------------------- | ------------------------ | -------------------- |
| Nr.                  | Rytter                   | Placering            |
| 171                  | Giacomo Nizzolo (ITA)    | 2.                   |
| 172                  | Victor Campenaerts (BEL) | 51.                  |
| 173                  | Luca Coati (ITA)         | 95.                  |
| 174                  | Andreas Stokbro (DEN)    | 45.                  |
| 175                  | Matteo Pelucchi (ITA)    | 136.                 |
| 176                  | Antonio Puppio (ITA)     | 29.                  |
| 177                  | Emil Vinjebo (DEN)       | 53.                  |

| Trek-Segafredo TFS | Trek-Segafredo TFS            | Trek-Segafredo TFS |
| ------------------ | ----------------------------- | ------------------ |
| Nr.                | Rytter                        | Placering          |
| 181                | Matteo Moschetti (ITA)        | 13.                |
| 182                | Filippo Baroncini (ITA)       | 26.                |
| 183                | Asbjørn Hellemose (DEN)       | 76.                |
| 184                | Mattias Skjelmose (DEN)       | 131.               |
| 185                | Jacopo Mosca (ITA)            | 62.                |
| 186                | Toms Skujiņš (LAT) (landevej) | 108.               |
| 187                | Antonio Tiberi (ITA)          | 44.                |

| UAE Team Emirates UAD | UAE Team Emirates UAD       | UAE Team Emirates UAD |
| --------------------- | --------------------------- | --------------------- |
| Nr.                   | Rytter                      | Placering             |
| 191                   | Matteo Trentin (ITA)        | 4.                    |
| 192                   | Valerio Conti (ITA)         | 57.                   |
| 193                   | Alessandro Covi (ITA)       | 94.                   |
| 194                   | Rafał Majka (POL)           | DNF                   |
| 195                   | Jan Polanc (SLO)            | 61.                   |
| 196                   | Aljaksandr Rabusjenka (BLR) | 55.                   |
| 197                   | Maximiliano Richeze (ARG)   | 15.                   |

| Vini Zabù THR | Vini Zabù THR              | Vini Zabù THR |
| ------------- | -------------------------- | ------------- |
| Nr.           | Rytter                     | Placering     |
| 201           | Jakub Mareczko (ITA)       | 6.            |
| 202           | Gregorio Ferri (ITA)       | 113.          |
| 203           | Marco Frapporti (ITA)      | 107.          |
| 204           | Giulio Masotto (ITA)       | DNF           |
| 205           | Davide Orrico (ITA)        | 129.          |
| 206           | Riccardo Stacchiotti (ITA) | 103.          |
| 207           | Ricardo Tosin (ITA)        | 42.           |